# Saint-Genès-de-Lombaud
Saint-Genès-de-Lombaud est une commune du Sud-Ouest de la France, située dans le département de la Gironde, en région Nouvelle-Aquitaine.

## Géographie

### Localisation
Commune de l'aire d'attraction de Bordeaux, Saint-Genès-de-Lombaud est située dans la région naturelle de l'Entre-deux-Mers.

### Communes limitrophes
Les communes limitrophes en sont Sadirac au nord, Créon au nord-est, Haux au sud-est et au sud, Tabanac au sud-sud-ouest, Baurech à l'extrême sud-ouest, Saint-Caprais-de-Bordeaux à l'ouest-sud-ouest et Madirac au nord-ouest.
| Madirac                   | Sadirac                | Créon |
| Saint-Caprais-de-Bordeaux | Saint-Genès-de-Lombaud |       |
| Baurech                   | Tabanac                | Haux  |

### Climat
Pour des articles plus généraux, voir Climat de la Nouvelle-Aquitaine et Climat de la Gironde.
Historiquement, la commune est exposée à un climat océanique aquitain.  
En 2020, Météo-France publie une typologie des climats de la France métropolitaine dans laquelle la commune est exposée à un climat océanique et est dans la région climatique  Aquitaine, Gascogne, caractérisée par une pluviométrie abondante au printemps, modérée en automne, un faible ensoleillement au printemps, un été chaud (19,5 °C), des vents faibles, des brouillards fréquents en automne et en hiver et des orages fréquents en été (15 à 20 jours).
Pour la période 1971-2000, la température annuelle moyenne est de 12,7 °C, avec une amplitude thermique annuelle de 15,1 °C. Le cumul annuel moyen de précipitations est de 851 mm, avec 11,7 jours de précipitations en janvier et 6,9 jours en juillet. Pour la période 1991-2020, la température moyenne annuelle observée sur la station météorologique la plus proche, située sur la commune de Cadaujac à 12 km à vol d'oiseau, est de 13,8 °C et le cumul annuel moyen de précipitations est de 918,3 mm,. Pour l'avenir, les paramètres climatiques de la commune estimés pour 2050 selon différents scénarios d’émission de gaz à effet de serre sont consultables sur un site dédié publié par Météo-France en novembre 2022.

## Urbanisme

### Typologie
Au 1er janvier 2024, Saint-Genès-de-Lombaud est catégorisée commune rurale à habitat dispersé, selon la nouvelle grille communale de densité à sept niveaux définie par l'Insee en 2022.
Elle est située hors unité urbaine. Par ailleurs la commune fait partie de l'aire d'attraction de Bordeaux, dont elle est une commune de la couronne,. Cette aire, qui regroupe 275 communes, est catégorisée dans les aires de 700 000 habitants ou plus (hors Paris),.

### Occupation des sols

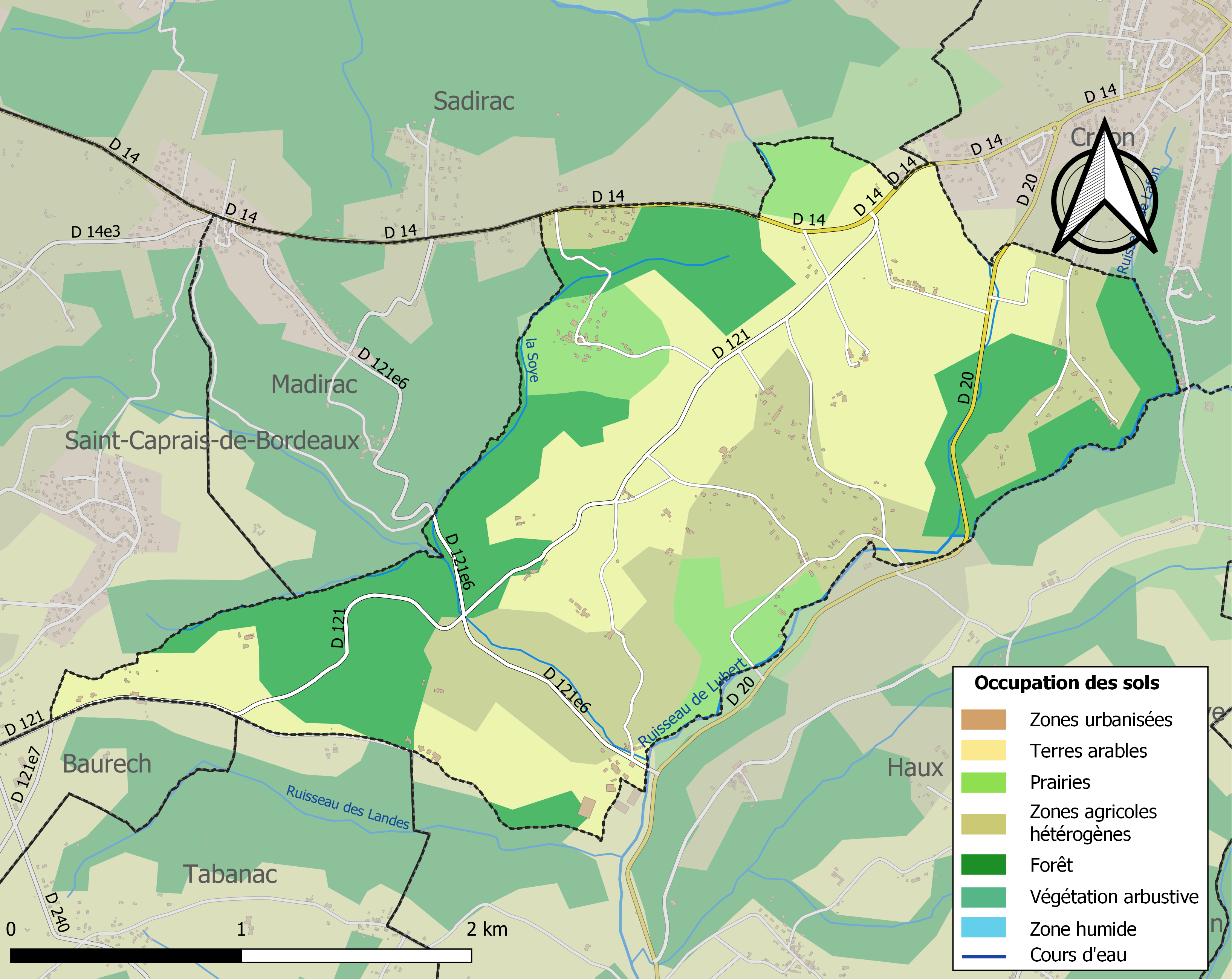
Carte des infrastructures et de l'occupation des sols de la commune en 2018 (CLC).

L'occupation des sols de la commune, telle qu'elle ressort de la base de données européenne d’occupation biophysique des sols Corine Land Cover (CLC), est marquée par l'importance des territoires agricoles (73,5 % en 2018), une proportion sensiblement équivalente à celle de 1990 (72,7 %). La répartition détaillée en 2018 est la suivante : 
cultures permanentes (39,2 %), forêts (26,5 %), zones agricoles hétérogènes (24,4 %), prairies (9,8 %). L'évolution de l’occupation des sols de la commune et de ses infrastructures peut être observée sur les différentes représentations cartographiques du territoire : la carte de Cassini (XVIIIe siècle), la carte d'état-major (1820-1866) et les cartes ou photos aériennes de l'IGN pour la période actuelle (1950 à aujourd'hui).

### Risques majeurs
Le territoire de la commune de Saint-Genès-de-Lombaud est vulnérable à différents aléas naturels : météorologiques (tempête, orage, neige, grand froid, canicule ou sécheresse), mouvements de terrains et séisme (sismicité faible). Un site publié par le BRGM permet d'évaluer simplement et rapidement les risques d'un bien localisé soit par son adresse soit par le numéro de sa parcelle.
Les mouvements de terrains susceptibles de se produire sur la commune sont des affaissements et effondrements liés aux cavités souterraines (hors mines) et des tassements différentiels. Par ailleurs, afin de mieux appréhender le risque d’affaissement de terrain, un inventaire national permet de localiser les éventuelles cavités souterraines sur la commune.

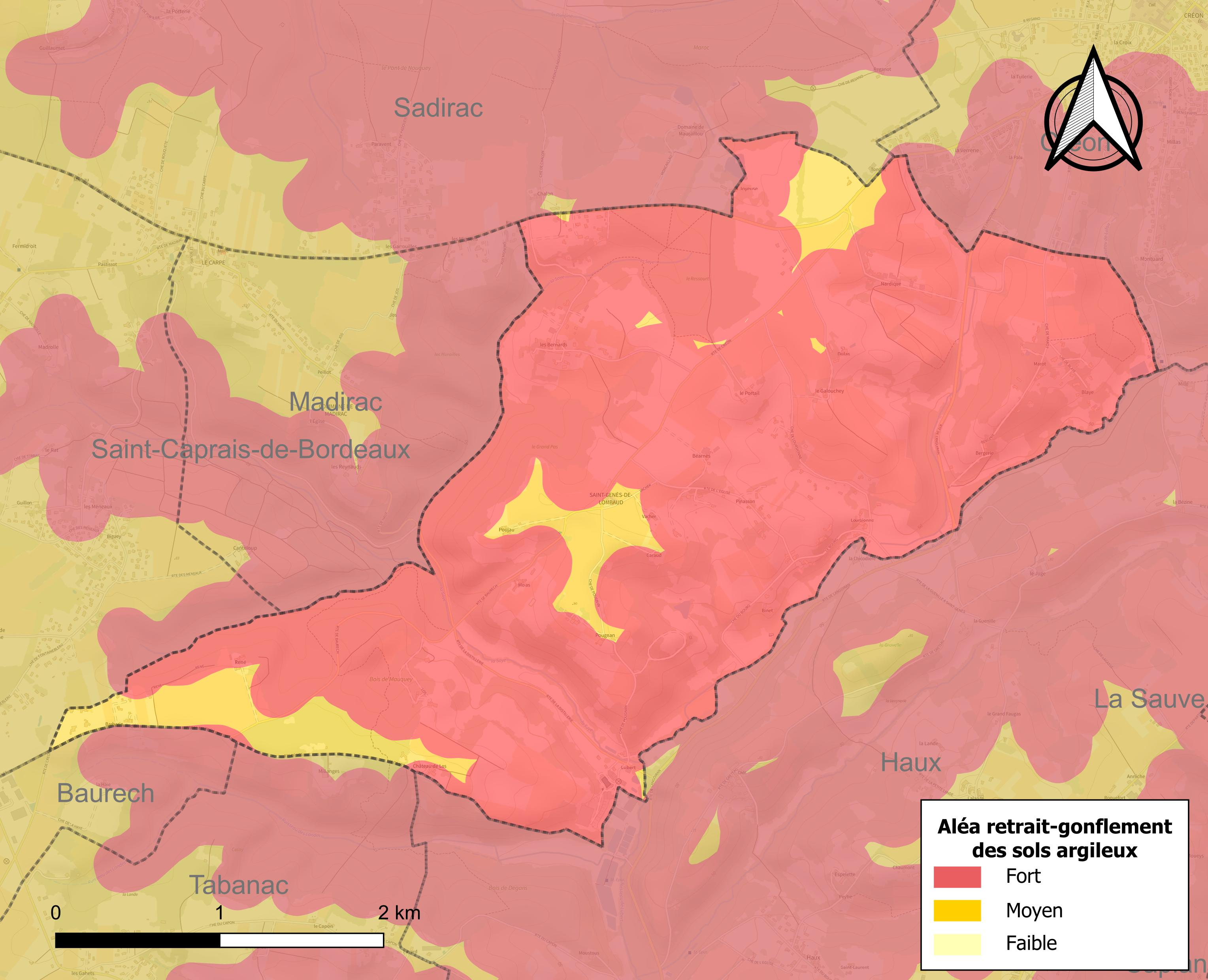
Carte des zones d'aléa retrait-gonflement des sols argileux de Saint-Genès-de-Lombaud.

Le retrait-gonflement des sols argileux est susceptible d'engendrer des dommages importants aux bâtiments en cas d’alternance de périodes de sécheresse et de pluie. La totalité de la commune est en aléa moyen ou fort (67,4 % au niveau départemental et 48,5 % au niveau national). Sur les 160 bâtiments dénombrés sur la commune en 2019, 160 sont en aléa moyen ou fort, soit 100 %, à comparer aux 84 % au niveau départemental et 54 % au niveau national. Une cartographie de l'exposition du territoire national au retrait gonflement des sols argileux est disponible sur le site du BRGM,.
La commune a été reconnue en état de catastrophe naturelle au titre des dommages causés par les inondations et coulées de boue survenues en 1982, 1987, 1999, 2009, 2013, 2020 et 2021, par la sécheresse en 1989 et 2003 et par des mouvements de terrain en 1999.

## Toponymie
En occitan, le nom de la commune est Sent Genès de Lobaut.

## Politique et administration
La commune de Saint-Genès-de-Lombaud fait partie de l'arrondissement de Bordeaux. À la suite du découpage territorial de 2014 entré en vigueur à l'occasion des élections départementales de 2015, la commune demeure dans le canton de Créon remodelé,. Saint-Genès-de-Lombaud fait également partie de la communauté de communes du Créonnais, membre du Pays du Cœur de l'Entre-deux-Mers.
| Période                                  | Période  | Identité            | Étiquette | Qualité           |
| ---------------------------------------- | -------- | ------------------- | --------- | ----------------- |
| Les données manquantes sont à compléter. |          |                     |           |                   |
| mars 2001                                | 2020     | Jean-Michel Douence |           | Chef d'entreprise |
| 2020                                     | En cours | Maryvonne Lafon     |           |                   |

## Démographie
Les habitants sont appelés les Lombaussiens.
L'évolution du nombre d'habitants est connue à travers les recensements de la population effectués dans la commune depuis 1793. Pour les communes de moins de 10 000 habitants, une enquête de recensement portant sur toute la population est réalisée tous les cinq ans, les populations de référence des années intermédiaires étant quant à elles estimées par interpolation ou extrapolation. Pour la commune, le premier recensement exhaustif entrant dans le cadre du nouveau dispositif a été réalisé en 2004.

En 2022, la commune comptait 390 habitants, en évolution de −1,27 % par rapport à 2016 (Gironde : +6,91 %, France hors Mayotte : +2,11 %).
| 1793 | 1800 | 1806 | 1821 | 1831 | 1836 | 1841 | 1846 | 1851 |
| ---- | ---- | ---- | ---- | ---- | ---- | ---- | ---- | ---- |
| 265  | 289  | 284  | 280  | 268  | 262  | 255  | 260  | 250  |

| 1856 | 1861 | 1866 | 1872 | 1876 | 1881 | 1886 | 1891 | 1896 |
| ---- | ---- | ---- | ---- | ---- | ---- | ---- | ---- | ---- |
| 240  | 240  | 234  | 236  | 245  | 217  | 188  | 200  | 194  |

| 1901 | 1906 | 1911 | 1921 | 1926 | 1931 | 1936 | 1946 | 1954 |
| ---- | ---- | ---- | ---- | ---- | ---- | ---- | ---- | ---- |
| 188  | 177  | 180  | 180  | 193  | 191  | 170  | 153  | 169  |

| 1962 | 1968 | 1975 | 1982 | 1990 | 1999 | 2004 | 2006 | 2009 |
| ---- | ---- | ---- | ---- | ---- | ---- | ---- | ---- | ---- |
| 194  | 179  | 168  | 191  | 205  | 250  | 272  | 270  | 309  |

| 2014 | 2019 | 2022 | - | - | - | - | - | - |
| ---- | ---- | ---- | - | - | - | - | - | - |
| 364  | 383  | 390  | - | - | - | - | - | - |

## Économie
La commune est située dans l'aire géographique de production de l'entre-deux-mers (vins blancs secs), appellation d'origine contrôlée du vignoble du même nom. Toute la région produit en outre des rouges, des clairets, des rosés, des blancs secs, doux ou effervescents sous les dénominations bordeaux et bordeaux-supérieur.

## Culture locale et patrimoine

### Lieux et monuments

#### Patrimoine architectural
L'église Notre-Dame-de-Tout-Espoir, de style roman, édifiée originellement au XIIe siècle, présente une appréciable collection de modillons et de chapiteaux sculptés ; elle a été classée au titre des monuments historiques en 2004.
Outre cette église, une trentaine d'édifices de la commune de Saint-Genès-de-Lombaud sont versés à l'inventaire général du patrimoine culturel dans le cadre d'une étude topographique du canton de Créon réalisée à partir de 1983 par le conseil régional d'Aquitaine. Sont ainsi recensés des maisons, fermes, domaines, des XVIIe au XIXe siècle édifiées aux lieux-dits Dulas, Vacher, René, le Portail, Mauquey, Lubert, Garaud, Galouchey, Binet, Bergerie, Barbarin ; le château de Los ; les maisons de l'écart des Bernaros ; les moulins à farine sur le Lubert ; la mairie du XIXe siècle au lieu-dit le Fringan ; les croix de chemin et de mission de 1860 et 1865 aux lieux-dits le Grand Pas et le Fringan et les monuments sépulcraux, stèle, tombe et sarcophage du cimetière de l'église paroissiale.

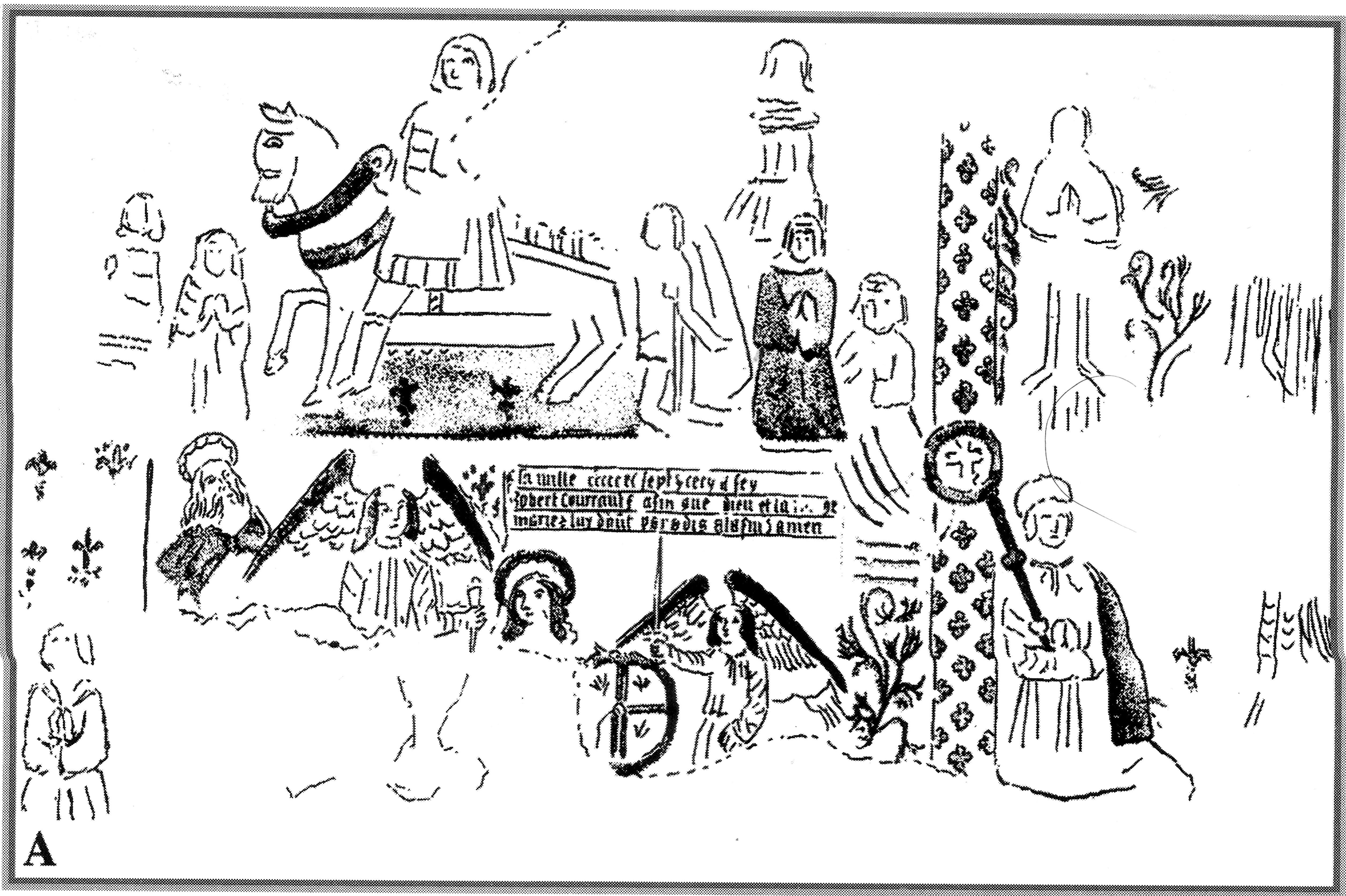
E. E. Piganeau, Société archéologique de Bordeaux, dessin des fresques de l'église

#### Patrimoine industriel
La distillerie Douence, installée au lieu-dit Lubert, a été recensée et versée à l'inventaire général du patrimoine culturel dans le cadre de l'enquête de repérage du patrimoine industriel menée à partir de 1989 par le conseil régional d'Aquitaine. Les premiers locaux industriels occupent le chai d'une ferme construite en 1800 et dont le bâtiment principal est détruit lors de l'installation en 1950 de la distillerie auparavant itinérante. De nouveaux locaux, logements patronaux, atelier de production, bureaux, silos, chaufferie, sont édifiés au cours de la deuxième moitié du XXe siècle. L'entreprise exploite les sous-produits de la vigne, marcs, pulpe et pépins des excédents de raisin et lies de vin transformés en alcool, acide tartrique, compost, pour être commercialisés auprès des industries agricoles, alimentaires, chimiques ou énergétiques.

### Héraldique
| Blason de {{{commune}}} | Blason  | Écartelé de gueules et d'argent, au premier à la crosse d'or posée en barre et à la mitre du même brochante, au deuxième à la branche de vigne feuillée de sinople et fruitée de deux pièces, d'or à dextre et de gueules à senestre, à la terrasse ondée de sinople, au troisième à l'alambic de tenné posé sur un four d'orangé perronné d'une pièce à senestre et ouvert de gueules en pointe, au quatrième au léopard d'or armé et lampassé d'azur. |
| Blason de {{{commune}}} | Détails | Officiel, présent sur le site internet de la commune |